# Pälsen
Pälsen är en novell av Hjalmar Söderberg, utgiven som en del av novellsamlingen Historietter 1898. Novellen är en av Söderbergs mest kända och har utkommit i många nyutgåvor. Novellen filmatiserades 1966 och 2008.

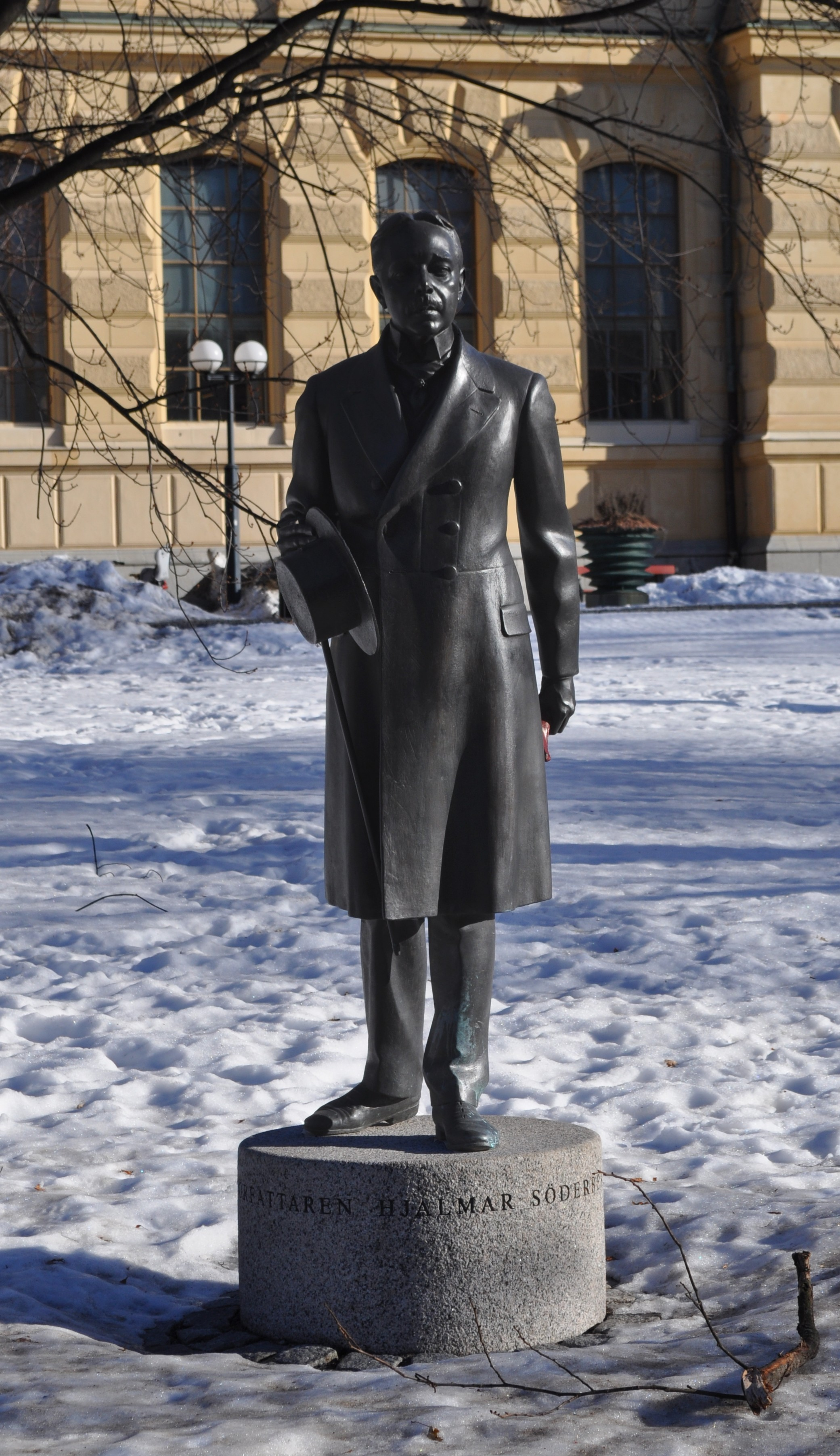
Statyn av Hjalmar Söderberg med överrock utanför Kungliga biblioteket i Humlegården.

## Handling
| ” | Det var en kall vinter det året. Människorna krympte ihop i kölden och blevo mindre, utom de som hade pälsverk. | „ |

Novellen handlar om doktor Henck, som man får följa under julafton. Henck är mycket illa till mods över sin förmodade nära död och sin dåliga ekonomiska situation. Han går till sin vän, häradshövdingen Richardt, för att låna pengar. På vägen förstörs Hencks rock då han blir påkörd, och Richardt erbjuder sig därför att låna honom sin päls. Henck bjuder in Richardt till julmiddag. På vägen hem känner sig Henck plötsligt uppfylld av lycka och självförtroende, tack vare pälsen. Eftersom Henck har pälsen på sig, när han kommer hem, förväxlar frun honom med Richardt. Så går det upp för Henck att de två har en affär:
| ” | Doktor Henck fick rätt i sin förmodan, att hans hustru skulle ge honom ett älskvärdare mottagande, då han var klädd i päls, än hon eljest brukade göra. Hon smög sig tätt intill honom i tamburens mörkaste vrå, lindade armarna om hans hals och kysste honom varmt och innerligt. Därefter borrade hon huvudet i hans pälskrage och viskade: – Gustav är inte hemma ännu. – Jo, svarade doktor Henck med en något svävande röst, medan han med båda händerna smekte hennes hår, jo, han är hemma. | „ |

Henck tackar Richardt under julmiddagen för att ha förskaffat honom de sista sekunder av lycka han känt i livet genom att låna ut pälsen. Han tackar samtidigt för den vänlighet Richardt visat honom och hans hustru, eftersom han som läkare är övertygad om att han inte har många dagar kvar i livet. Novellen slutar med Hencks tack till Richardt.

## Rollfigurer
- Doktor Gustav Henck, en ekonomiskt och hälsomässigt utarmad människa. Han är djupt oroad över sin nära förestående död.
- Fru Ellen Henck, Gustavs maka. Hon är otrogen mot sin make med John.
- John Richardt, häradshövding och tillika närstående vän till Doktor Henck. Han har en hemlig relation med fru Henck.

## Adaptioner

### Filmatiseringar
Pälsen har filmatiserats två gånger: 1966 och 2008. 1966 års filmatisering hade Gunnar Björnstrand i rollen som Richardt och Gunnar Sjöberg som doktor Henck. 2008 års filmatisering hade Björn Kjellman i rollen som doktor Henck och Fares Fares i rollen som John Richardt. 

## Intertextuella referenser
- Charles Gounods opera Faust